# Псеудоемулзије
Псеудоемулзије су емулзије које нису настале од емулгатора, већ другачијим путем. Корисне су у козметици, јер су хидрофилне и липофилне. 

## Састав псеудоемулзија
Псеудоемулзије, као и све друге емулзије, састоје се из континуираних и распршених фаза. Емулзије саме по себи су нестабилне, те не настају спонтано. Можемо издвојити 3 врсте нестабилности код емулзија: флокулација, сједињавање и мућкање. Флокулација се јавља када диспергована фаза прелази из суспензије у мале пахуље. Сједињавањем, мале пахуље се спајају, и тиме постају све веће. 
Псеудоемулзије састоје се од: једне (или више) водене фазе, која садржи средство за гелирање и једне (или више) липидне фазе, која садржи барем један фактор конзистенције. 
Процес припреме емулзија се зове емулговање. 

## Употреба
Најчешће се могу наћи у козметици, у облику крема. Због свог хемијског састава, пружају заштиту, чистоћу и глаткост кожи.  Креме са псеудоемулзивном базом доносе пријатност кориснику, без ризика алергије која може настати од емулгатора. 

## Припрема
Емулгатор се добија добијањем бентона са воденом и липидном фазом или на други начин синтетички, попут акрилних полимера: карбопола (респективно), на температури вишој или једнакој карбомерима, то су киселе материје које морају бити приближно 70° неутрализованe у време употребе за формирање полимера: овај унос се добија 
1. уз велико мешање липидне фазе у производ, процес је увек праћен алкалом (у воденој фази, уз одржавање температуре опште органске базе као што је температура триетаноламина виша или једнака 70 °C, међу синтетичким акрилним полимерима, класа Синтхален је веома битна
2. хлађењем смеше на температуру већој од или истој температури хомополимера акрилне киселине која је једнака приближно 25 °C, уз умерено мешање се добија
3. може се добити и без остатака синтезе као што је бензен, то је посебно погодно
4. обнављањем стерилне глатке емулзије

Композиције према проналаску биће коначни изглед производа постиже се само по могућности лишен парфема на температури од 25 °C, где се обе фазе завршавају постојањем.